# نیفانتوفسکایا
نیفانتوفسکایا (به لاتین: Nifantovskaya) یک منطقهٔ مسکونی در روسیه است که در استان آرخانگلسک واقع شده‌است.